# Parada (Arcos de Valdevez)

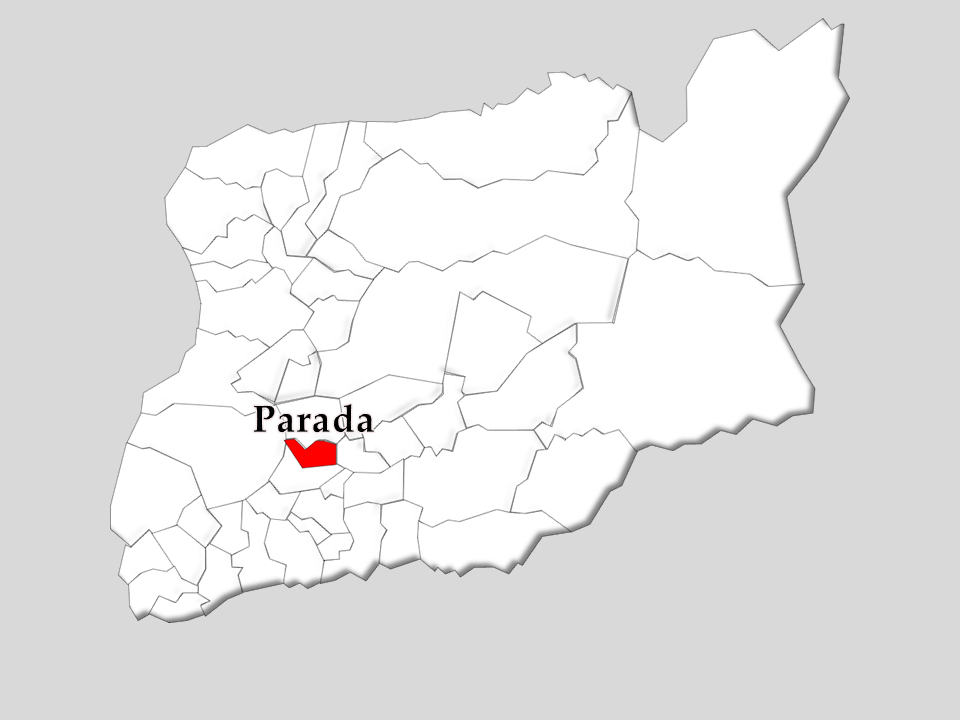
Localização no Município de Arcos de Valdevez

Parada é uma povoaçãp portuguesa do Município de Arcos de Valdevez que foi sede da extinta Freguesia de Parada, freguesia que tinha 1,99 km² de área e 383 habitantes (2011), e, por isso, uma densidade populacional de 192,5 hab/km².
A Freguesia de Parada foi extinta em 2013, no âmbito de uma reforma administrativa nacional, tendo sido agregada às freguesias de Vila Fonche e Salvador, para formar uma nova freguesia denominada União das Freguesias de Arcos de Valdevez (Salvador), Vila Fonche e Parada, com sede em Salvador.

## População
| População da freguesia de Parada | População da freguesia de Parada | População da freguesia de Parada | População da freguesia de Parada | População da freguesia de Parada | População da freguesia de Parada | População da freguesia de Parada | População da freguesia de Parada | População da freguesia de Parada | População da freguesia de Parada | População da freguesia de Parada | População da freguesia de Parada | População da freguesia de Parada | População da freguesia de Parada | População da freguesia de Parada |
| -------------------------------- | -------------------------------- | -------------------------------- | -------------------------------- | -------------------------------- | -------------------------------- | -------------------------------- | -------------------------------- | -------------------------------- | -------------------------------- | -------------------------------- | -------------------------------- | -------------------------------- | -------------------------------- | -------------------------------- |
| 1864                             | 1878                             | 1890                             | 1900                             | 1911                             | 1920                             | 1930                             | 1940                             | 1950                             | 1960                             | 1970                             | 1981                             | 1991                             | 2001                             | 2011                             |
| 193                              | 231                              | 231                              | 247                              | 281                              | 267                              | 279                              | 307                              | 333                              | 323                              | 240                              | 284                              | 320                              | 321                              | 383                              |

| Ano  | 0-14 Anos | 15-24 Anos | 25-64 Anos | > 65 Anos |
| 2001 | 53        | 57         | 154        | 57        |
| 2011 | 52        | 41         | 216        | 74        |

1. ↑  «População residente, segundo a dimensão dos lugares, população isolada, embarcada, corpo diplomático e sexo, por idade (ano a ano)». Informação no separador "Q601_Norte". Instituto Nacional de Estatística. Consultado em 3 de Março de 2014. Cópia arquivada em 4 de dezembro de 2013
2. ↑  Diário da República, 1.ª Série, n.º 19, Lei n.º 11-A/2013 de 28 de janeiro (Reorganização administrativa do território das freguesias). Acedido a 2 de fevereiro de 2013.
3. ↑  Instituto Nacional de Estatística (Recenseamentos Gerais da População) - https://www.ine.pt/xportal/xmain?xpid=INE&xpgid=ine_publicacoes